# John Alston Bodden
John Alston Hoore Bodden (La Ceiba, Atlántida, Honduras; 3 de octubre de 1981) es un exfutbolista hondureño. Jugaba como guardameta.

## Trayectoria
John Alston Bodden nació en la ciudad de La Ceiba. Se inició en las reservas del Club Deportivo Victoria pero debutó profesionalmente con el Deportes Savio de Santa Rosa de Copán. Debutó en un partido profesional el 11 de abril de 2001 en un partido frente a Broncos UNAH que terminó con un marcador de 4-1.
En el año 2001 John Bodden llegó al Club Deportivo Victoria de La Ceiba, donde jugó por 10 años y llegó a ser figura con el club. Con el Club Deportivo Victoria obtuvo un subcampeonato de liga y fue nombrado como mejor arquero de la Liga Nacional de Fútbol de Honduras en el año 2006. Durante los años que estuvo en el Club Deportivo Victoria, fue miembro de la Selección de fútbol de Honduras. 
En el año 2010 firmó contrato con el equipo recién ascendido a la Liga Nacional de Fútbol de Honduras, Necaxa. Con este equipo jugó desde 2010 hasta 2012 cuando el equipo descendió y posteriormente desapareció. En Necaxa acumuló un total de sesenta y tres partidos de liga disputados y en el 2011 fue galardonado como uno de los mejores arqueros de la Liga Nacional de Fútbol de Honduras.
En el año 2012 regresó al Club Deportivo Victoria, donde consiguió un subtítulo de liga en el año 2012. Con este club logró clasificar a la Concacaf Liga Campeones 2013-14 donde jugó todos los partidos, y en el Torneo Apertura 2013 (Honduras) fue nombrado uno de los mejores porteros del torneo.

## Selección nacional
John Bodden ha sido internacional con la Selección de fútbol de Honduras en cinco ocasiones. La primera vez que recibió un llamado a la selección fue en el año 2003 cuando fue convocado para disputar la Copa de Oro de la Concacaf 2003, donde no jugó ningún partido.
En el año 2004, Bodden tuvo la oportunidad de pelear por un boleto a los Juegos Olímpicos de Atenas 2004 con la selección sub-23 de Honduras junto a jugadores como: Maynor Figueroa, Wilson Palacios, Hendry Thomas, Victor Bernárdez entre otros. En aquel torneo preolímpico, realizado en Guadalajara, México, la Selección de fútbol de Honduras dirigida por Edwin Pavón quedó al margen de los Juegos Olímpicos luego de perder en la fase semifinal 0-2 ante la Selección de fútbol de Costa Rica sub-23.
Hizo su debut para la Selección de fútbol de Honduras dirigida por el entrenador colombiano Reinaldo Rueda el 22 de agosto de 2007 en un partido amistoso frente a la Selección de fútbol de El Salvador.
En el año 2009 fue convocado nuevamente por Reinaldo Rueda para disputar la Copa UNCAF 2009 que se realizó en Honduras. En este torneo la Selección de fútbol de Honduras terminó en tercer lugar por detrás de Panamá y Costa Rica. En ese mismo año fue convocado por para disputar la Copa de Oro de la Concacaf 2009, donde jugó un partido. En este torneo la Selección de fútbol de Honduras finalizó en cuarto lugar por detrás de México, Estados Unidos y Costa Rica.
El 5 de noviembre de 2013 después de cuatro años sin haber recibido una convocatoria a la Selección de fútbol de Honduras, John Bodden nuevamente regresa a la Selección de fútbol de Honduras, después de que el entrenador colombiano Luis Fernando Suárez diera la lista de jugadores convocados para los partidos amistosos frente a Brasil y Ecuador el 16 y 19 de noviembre de 2013.

### Participaciones en Copa de Oro
| Copa de Oro                     | Sede                    | Resultado    |
| ------------------------------- | ----------------------- | ------------ |
| Copa de Oro de la Concacaf 2003 | Estados Unidos · México | Primera fase |
| Copa de Oro de la Concacaf 2009 | Estados Unidos          | Cuarto lugar |

### Participaciones en Copa de Naciones
| Torneo          | Sede     | Resultado    |
| --------------- | -------- | ------------ |
| Copa Uncaf 2009 | Honduras | Tercer lugar |

## Clubes
| Club             | País     | Año         |
| ---------------- | -------- | ----------- |
| Deportes Savio   | Honduras | 2000 - 2001 |
| Victoria         | Honduras | 2001 - 2010 |
| Necaxa           | Honduras | 2010 - 2012 |
| Victoria         | Honduras | 2012 - 2014 |
| Sportivo Luqueño | Paraguay | 2014        |
| Victoria         | Honduras | 2015 - 2016 |
| Marathón         | Honduras | 2016 - 2019 |
| Victoria         | Honduras | 2019        |

## Palmarés

### Campeonatos nacionales
| Título           | Club     | País     | Año  |
| ---------------- | -------- | -------- | ---- |
| Copa de Honduras | Marathón | Honduras | 2017 |

### Distinciones individuales
| Distinción                                    | Año  |
| --------------------------------------------- | ---- |
| Mejor arquero de la Liga Nacional de Honduras | 2006 |
| Once Ideal de la Liga Nacional 2015           | 2015 |